# Mizerika
Mizerika je drugi studijski album posavske elektronske skupine Demolition Group, prvič izdan leta 1986 v samozaložbi Opus Manuum na kaseti, nato pa na novo posnet v Studiu Tivoli in izdan leta 1988 pri alternativni italijanski založbi Hiara Records v LP obliki.

## Seznam pesmi
Vse pesmi je napisala skupina Demolition Group.
| Stran A | Stran A                 | Stran A |
| Št.     | Naslov                  | Dolžina |
| ------- | ----------------------- | ------- |
| 1.      | „Love Street‟           | 4:23    |
| 2.      | „Gaba d'na‟             | 4:08    |
| 3.      | „Right Is All Right‟    | 4:46    |
| 4.      | „You Better Stay Alive‟ | 5:12    |

| Stran B | Stran B                     | Stran B |
| Št.     | Naslov                      | Dolžina |
| ------- | --------------------------- | ------- |
| 5.      | „Go West (Shake Some More)‟ | 4:43    |
| 6.      | „Bad Gag‟                   | 2:40    |
| 7.      | „Beautiful Side I‟          | 3:50    |
| 8.      | „Beautiful Side II‟         | 2:00    |
| 9.      | „XXX‟ (samo na LP izdaji)   | 0:42    |
| 10.     | „I Wanna Play, I Wanna Say‟ | 4:45    |

## Zasedba
Demolition Group
- Goran Šalamon — vokal
- Jože Pegam — saksofon
- Matija Lapuh — kitara
- Nikola Sekulović — bas kitara
- Uroš Srpčić — bobni
- Matjaž Pegam — zvok

Tehnično osebje
- Jurij Toni — producent
- Ennio Tricomi — izvršni producent
- Vojko Pogačar — oblikovanje naslovnice